# Cyrano de Bergerac (pel·lícula de 1990)
Cyrano de Bergerac és una pel·lícula francesa de Jean-Paul Rappeneau, estrenada el 1990. És una adaptació de l'obra de teatre homònima d'Edmond Rostand. Ha estat doblada al català i, el 2022, a l'occità.

## Argument
Inspirats en personatges de la commedia dell'arte, tres homes busquen els favors de la bella Roxane. Hi ha el que ostenta el poder, el comte de Guiche, el que té talent literari, Cyrano, i el que té la bellesa, Christian.
Després d'escenes d'amor cortès, venen les èpiques, de la guerra (el setge d'Arras) i després, a la vellesa, la tristesa de les ocasions fallades.

## Producció
L'èxit del projecte es basa en una ambientació molt cuidada, fent servir més de 2.000 vestits, i comptar amb la presència d'un actor carísmatic, com Gerard Depardieu. Cosa que permet aconseguir una interpretació plena de força, i alhora, de sensibilitat.
El rodatge de Cyrano va ser llarg i complex, amb exteriors rodats a Budapest, Dijon, Fontainebleau, Le Mans i Moret-sur-Loing.

## Repartiment
- Gérard Depardieu: Cyrano de Bergerac
- Anne Brochet: Madeleine Robin, anomenada Roxane
- Vincent Perez: Christian de Neuvillette
- Jacques Weber: el comte de Guiche
- Roland Bertin: Ragueneau
- Catherine Ferran: Lise Ragueneau
- Philippe Morier-Genoud: Bret
- Pierre Maguelon: Carbon de Castel-Jaloux
- Ludivine Sagnier: la germana
- Sandrine Kiberlain: Sor Colette
- Jean-Marie Winling: Lignière
- Philippe Volter: el vescompte de Valvert

## Premis i nominacions

### Premis
- 1990: Premi a la interpretació masculina, per Gérard Depardieu
- 1990: Grand Prix de la Comissió superior tècnica per Pierre Lhomme, per la fotografia
- 1991: Oscar al millor vestuari per Franca Squarciapino
- 1991: Globus d'Or a la millor pel·lícula de parla no anglesa
- 1991: César a la millor pel·lícula
- 1991: César al millor director per Jean-Paul Rappeneau
- 1991: César al millor actor per Gérard Depardieu
- 1991: César al millor actor secundari per Jacques Weber
- 1991: César a la millor música escrita per una pel·lícula per Jean-Claude Petit
- 1991: César a la millor fotografia per Pierre Lhomme
- 1991: César al millor decorat per Ezio Frigerio
- 1991: César al millor vestuari per Franca Squarciapino
- 1991: César al millor muntatge per Noëlle Boisson
- 1991: César al millor so per Pierre Gamet i Dominique Hennequin
- 1992: BAFTA a la millor banda sonora original per Jean-Claude Petit
- 1992: BAFTA a la millor fotografia per Pierre Lhomme
- 1992: BAFTA al millor vestuari per Franca Squarciapino
- 1992: BAFTA al millor maquillatge per Michèle Burke i Jean-Pierre Eychenne

### Nominacions
- 1990: Palma d'Or
- 1991: Oscar al millor actor per Gérard Depardieu
- 1991: Oscar a la millor direcció artística per Ezio Frigerio i Jacques Rouxel
- 1991: Oscar al millor maquillatge per Michèle Burke i Jean-Pierre Eychenne
- 1991: Oscar a la millor pel·lícula de parla no anglesa
- 1991: César a la millor actriu per Anne Brochet
- 1991: César al millor guió original o adaptació per Jean-Claude Carrière i Jean-Paul Rappeneau
- 1992: BAFTA al millor actor per Gérard Depardieu
- 1992: BAFTA al millor guió adaptat per Jean-Paul Rappeneau i Jean-Claude Carrière
- 1992: BAFTA a la millor pel·lícula de parla no anglesa
- 1992: BAFTA al millor disseny de producció per Ezio Frigerio